# ポンダー
ポンダー（Ponder、1946年 - 1958年）は、アメリカ合衆国のサラブレッドの競走馬、および種牡馬。追い込み馬ながらも1949年のケンタッキーダービーを制し、古馬時代にはサイテーションやトゥーリーといった強豪馬を破る活躍をした。種牡馬としても同じくダービー馬のニードルズを出している。馬名は英語で「考える」という意味を持つ。

## 経歴

### 出生から3歳前半
1946年にカルメットファームで産まれたサラブレッドの牡馬で、カルメットファームと関係の深かったベン・ジョーンズ調教師に預けられて競走馬となった。
ポンダーは道中は最後方につけながら、最終コーナーで先頭までまくりあげる追い込み脚質の馬で、それゆえに追い込み遅れて勝ちを逃したと見られる競走も少なくなかった。デビューは1948年の2歳時からであったが、同年は4戦するも勝ち上がれず、2着に1回入ったのが最高であった。
初勝利を挙げたのは3歳になった翌年1949年の1月3日で、トロピカルパーク競馬場の未勝利戦にてようやく勝ち上がると、フロリダ開催においてさらに2勝を挙げた。それなりの成績を挙げるようになったポンダーであったが、多数の競走馬を抱えるカルメットファームの陣営からはそれほど期待されておらず、ケンタッキーダービーへの出走候補としても陣営期待のデラックスに次ぐ2番手扱いであった。
しかしキーンランド競馬場で行われたグレンビューパースという6.5ハロン（約1307メートル）の一般戦において、この2頭の優先順位は突如入れ替わった。ポンダーが4着に入った一方で、デラックスはポンダーから13馬身半も遅れた最下位の6着に敗れていたのである。両者を調教していたジョーンズはこの結果が信じられず、「（デラックスが）ポンダーに12馬身も付けられて負けるなんて信じられない。普段はポンダーが12馬身離されていたのに。」とコメントしている。ポンダーとデラックスは続くダービートライアルにも出走し、ポンダーは8ポンドのトップハンデを背負うオリンピアに3/4馬身差まで迫る2着に喰い込んだ一方、デラックスは再び最下位に沈む結果に終わり、どちらがケンタッキーダービーに出るべきかを決定的にした。しかしジョーンズおよびカルメットファームの陣営は、それでもなおポンダーをデラックス以上のものと評価できず、ダービーの3週間前にはジョーンズが「ダービーに出すのは、ちょっとでも賞金にありつければと思ってのこと。競走中に何があっても、オリンピアの尻もなめられないよ。」とコメントしていたほどである。

### カポットとの対決
同年5月7日のケンタッキーダービーは、オリンピアが単勝1.8倍という圧倒的な1番人気に推されており、その一方でポンダーは単勝17倍の7番人気に留まっていた。スタートからオリンピアが先頭に立ち、それにカポットが2番手に続く流れのなか、ポンダーは14頭中の最後尾につけてレースを進めた。3/4マイル（約1207メートル）を過ぎたあたりで、オリンピアとカポットに付いていけなくなった先行集団が下がっていく一方で、ポンダーは最後尾から徐々に順位を上げ始めていった。そして第3コーナーに差し掛かるあたりで6番手に付けると、最後の直線手前で外を回るロスによって疲れ果てたオリンピアを抜いて3番手に立ち、直線において先頭のカポットとパレスティニアンの2頭を抜き去って、カポットに3馬身差をつけての優勝を果たした。この競走の走破時計は2分04秒20と平凡なスローペースの記録であったが、ポンダーが最後の2ハロン（約402メートル）で見せた23秒80の上がり時計での追い上げは、周囲のポンダーに対する評価を完全に一転させた。
5月14日、ポンダーはピムリコ競馬場で開催されたアメリカクラシック三冠第2戦のプリークネスステークスにも出走し、当日は単勝3.2倍の1番人気に推された。しかし当時のピムリコ競馬場は最後の直線の距離が950フィート（約289.56メートル）と短く、後ろから行く馬にとって不利なコースであった。また三冠競走中では最も短い9.5ハロン（約1911メートル）の競走であるため、しばしばマイル以下の路線で活躍する馬が台頭する競走でもあり、これらの条件はポンダーにとって不利に働いた。レースはカポットが前半1マイルを1分36秒60のハイペースで軽快に飛ばし、そのまま先頭でゴールした一方、ポンダーはそれから3馬身以上遅れた5着に敗れた。
三冠最終戦のベルモントステークスの1週間前に、陣営はポンダーを本番と同じベルモントパーク競馬場で行われるピーターパンハンデキャップに出走させたが、ここでもポンダーはカポットと鉢合わせした。1番人気のカポットがトップハンデ128ポンド（約58.1キログラム）を背負って7着に敗れるなか、それよりも5ポンド（約2.3キログラム）軽い斤量のポンダーは得意の追い込みで優勝を果たした。このときのポンダーとカポットの着差はおよそ10馬身差であった。
6月11日、本番のベルモントステークスは8頭立てで行われ、ポンダーは単勝1.8倍の圧倒的な1番人気に据えられた。レースが始まるとカポットが先頭を切り、ポンダーが最後尾につけるいつも通りの展開が1マイルの標識まで続き、そしてそこからポンダーは徐々に順位を上げ、最後の直線に向いたところで先頭のカポットまで2番手のパレスティニアンを挟んで10馬身というところまで追いついた。ポンダーはそこから猛然と追い込み、パレスティニアンを抜いて先頭に迫ったが、ゴールまで半馬身差届かずに優勝を逃した。

### クラシック路線以後
ベルモントステークスの後、ポンダーとカポットはそれぞれ別の競走路線に向かった。ポンダーはまず6ハロン（約1207メートル）戦の古馬混合戦マートルウッドハンデキャップ、次いで1マイルの3歳限定ナイター競走へ出走したが、いずれも追い込みが不発に終わり4着・3着と敗れている。
7月30日のアーリントンクラシックステークスは、ポンダーとカポットの最後の対戦となった。この競走ではカポットが勝ち馬から14馬身半離されたブービー5着に終わった一方で、ポンダーは2着馬アドミラルリーに3馬身差をつけて優勝している。
翌戦のアメリカンダービーではレースレコードとなる2分00秒20の記録で優勝した。その次走ナラガンセットスペシャルでは古馬2頭にアタマ差・クビ差届かず3着に敗れたが、再び3歳戦に戻ってローレンスリアライゼーションステークスに勝利している。同年10月、ポンダーは当時2ハロン（約3219メートル）の長距離競走として行われていたジョッキークラブゴールドカップに出走して優勝、古馬混合戦で初めて勝利を挙げた。
年末の12月26日、ポンダーは6ハロンの一般戦でオリンピアを相手に着外に敗れて、同年のシーズンを終えた。この年獲得した賞金は321,825ドルで、これは同年の古馬中距離路線で大活躍したカルメットファームの先輩コールタウンの276,125ドル、二冠馬カポットの238,335ドルを大きく凌ぐものであり、またカポット相手には6度の対戦で4度先着しているなど、同年の年度代表馬候補として有力な位置にあった。しかし一方のカポットがコールタウンをマッチレースで破るなどの目覚ましい戦果を挙げたため、年度代表馬の座はおろか最優秀3歳牡馬の称号も奪われてしまった。

### 古馬時代
ポンダーは翌年以降も競走を続け、1950年の4歳時には年初よりサンタアニタマーチュリティで前年最優秀古牝馬のトゥーリーを破り、さらにサンアントニオハンデキャップでは一昨年の三冠馬サイテーションとイギリスからの移籍馬ヌーアを破る活躍を見せた。以後もそれらに含めてユアホスト・ヒルプリンスらの強豪に混じって活躍を続け、同年ステークス競走5勝を挙げた。
その翌年の5歳シーズンが最後のシーズンで、この年1戦して着外になったのを最後に引退している。

### 引退後
競走生活引退後はカルメットファームに戻り、1952年より種牡馬として繋養された。そして1956年に産まれた初年度産駒の中から、ケンタッキーダービーに勝ったアメリカ殿堂馬のニードルズ（Needles 1953年、牡馬）を出している。ポンダーの父ペンシヴもケンタッキーダービー馬であり、これはアメリカ史上2例目の3代制覇記録となった。
そのほかの代表的な産駒として、繁殖牝馬として成功したプラムケーキ（Plum Cake 1958年生、牝馬）などを出している。しかし種牡馬入りからわずか6年後の1958年に急死してしまい、それ以外には目立った産駒を残すことはできなかった。ポンダーの遺骸はカルメットファーム内の墓地に埋葬され、現在もその区画は残されている。

## 主な勝鞍
※当時はグレード制未導入
1948年（2歳） 4戦0勝
1949年（3歳） 21戦9勝
ケンタッキーダービー、パンアメリカンハンデキャップ、アーリントンクラシックステークス、アメリカンダービー、ローレンスリアライゼーションステークス、ジョッキークラブゴールドカップ
2着 - ダービートライアル、ベルモントステークス、ワーラウェイステークス
3着 - ナラガンセットスペシャル
1950年（4歳） 14戦5勝
サンタアニタメーチュリティ、サンアントニオハンデキャップ、マーチバンクハンデキャップ、タンフォランハンデキャップ、アーリントンハンデキャップ
2着 - サンクスギビングハンデキャップ
3着 - サンパスカルハンデキャップ、マンハッタンハンデキャップ
1951年（5歳） 1戦0勝

## 血統表
| ポンダーの血統（ハイペリオン系 / White Eagle 母内4x5=9.38%、 Canterbury Pilgrim 5x5=6.25%） | ポンダーの血統（ハイペリオン系 / White Eagle 母内4x5=9.38%、 Canterbury Pilgrim 5x5=6.25%） | ポンダーの血統（ハイペリオン系 / White Eagle 母内4x5=9.38%、 Canterbury Pilgrim 5x5=6.25%） | （血統表の出典） | （血統表の出典） |
| 父 Pensive 1941 栗毛 アメリカ                                                               | 父の父Hyperion 1930 栗毛 イギリス                                                           | Gainsborough                                                                                | Bayardo          | Bayardo          |
| 父 Pensive 1941 栗毛 アメリカ                                                               | 父の父Hyperion 1930 栗毛 イギリス                                                           | Gainsborough                                                                                | Rosedrop         |                  |
| 父 Pensive 1941 栗毛 アメリカ                                                               | 父の父Hyperion 1930 栗毛 イギリス                                                           | Selene                                                                                      | Chaucer          | Chaucer          |
| 父 Pensive 1941 栗毛 アメリカ                                                               | 父の父Hyperion 1930 栗毛 イギリス                                                           | Selene                                                                                      | Serenissima      |                  |
| 父 Pensive 1941 栗毛 アメリカ                                                               | 父の母Penicuik 1934 栗毛 イギリス                                                           | Buchan                                                                                      | Sunstar          | Sunstar          |
| 父 Pensive 1941 栗毛 アメリカ                                                               | 父の母Penicuik 1934 栗毛 イギリス                                                           | Buchan                                                                                      | Hamoaze          |                  |
| 父 Pensive 1941 栗毛 アメリカ                                                               | 父の母Penicuik 1934 栗毛 イギリス                                                           | Pennycomequick                                                                              | Hurry On         | Hurry On         |
| 父 Pensive 1941 栗毛 アメリカ                                                               | 父の母Penicuik 1934 栗毛 イギリス                                                           | Pennycomequick                                                                              | Plymstock        |                  |
| 母 Miss Rushin 1942 鹿毛 アメリカ                                                           | 母の父Blenheim 1927 青鹿毛 イギリス                                                         | Blandford                                                                                   | Swynford         | Swynford         |
| 母 Miss Rushin 1942 鹿毛 アメリカ                                                           | 母の父Blenheim 1927 青鹿毛 イギリス                                                         | Blandford                                                                                   | Blanche          |                  |
| 母 Miss Rushin 1942 鹿毛 アメリカ                                                           | 母の父Blenheim 1927 青鹿毛 イギリス                                                         | Malva                                                                                       | Charles Omalley  | Charles Omalley  |
| 母 Miss Rushin 1942 鹿毛 アメリカ                                                           | 母の父Blenheim 1927 青鹿毛 イギリス                                                         | Malva                                                                                       | Wild Arum        |                  |
| 母 Miss Rushin 1942 鹿毛 アメリカ                                                           | 母の母Lady Erne 1934 鹿毛 アメリカ                                                          | Sir Gallahad                                                                                | Teddy            | Teddy            |
| 母 Miss Rushin 1942 鹿毛 アメリカ                                                           | 母の母Lady Erne 1934 鹿毛 アメリカ                                                          | Sir Gallahad                                                                                | Plucky Liege     |                  |
| 母 Miss Rushin 1942 鹿毛 アメリカ                                                           | 母の母Lady Erne 1934 鹿毛 アメリカ                                                          | Erne                                                                                        | White Eagle      | White Eagle      |
| 母 Miss Rushin 1942 鹿毛 アメリカ                                                           | 母の母Lady Erne 1934 鹿毛 アメリカ                                                          | Erne                                                                                        | Orris F-No.23    |                  |

父ペンシヴは1944年のアメリカ二冠馬、母ミスラッシンは未出走馬である。両親ともに繁殖成績は今一つで、ポンダー以外に特筆するような産駒を出していない。